# Watamu-Meeres-Nationalpark
Der Watamu-Meeres-Nationalpark liegt an der Küste von Kenia im Malindi Marine National Reserve, etwa 120 Kilometer nördlich von Mombasa.

## Geographie
Der Meerespark liegt im südlichen Teil des Malindi Marine National Reserve ungefähr zwei Kilometer vor der kenianischen Küste um Watamu und erstreckt sich von Malindi bis zur Mündung des Mida Creeks.

## Geschichte
Der Nationalpark wurde 1968 gegründet und wird vom Kenya Wildlife Service verwaltet.

## Flora und Fauna
Der Watamu-Meeres-Nationalpark besteht aus einem Korallenriff mit bis zu 200 verschiedenen Fischarten wie Doktor- und Papageifische, Muränen, Weißspitzen-Riffhaie und Meeresschildkröten.

## Tourismus
Der Park bietet sich als Ausflugsziel für Taucher und Schnorchler an. Zu erreichen ist das Korallenriff mit einem Glasbodenboot vom Dorf Watamu aus.